# Laminektomie

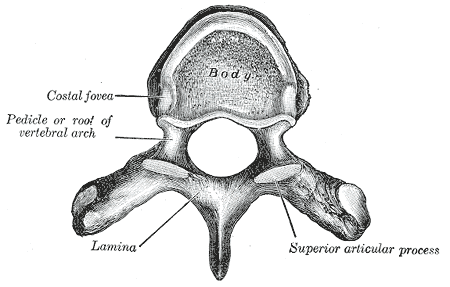
Ein Brustwirbel von oben. Entfernt werden die Laminae von beiden Seiten und der dazwischen liegende Dornfortsatz (ganz unten).

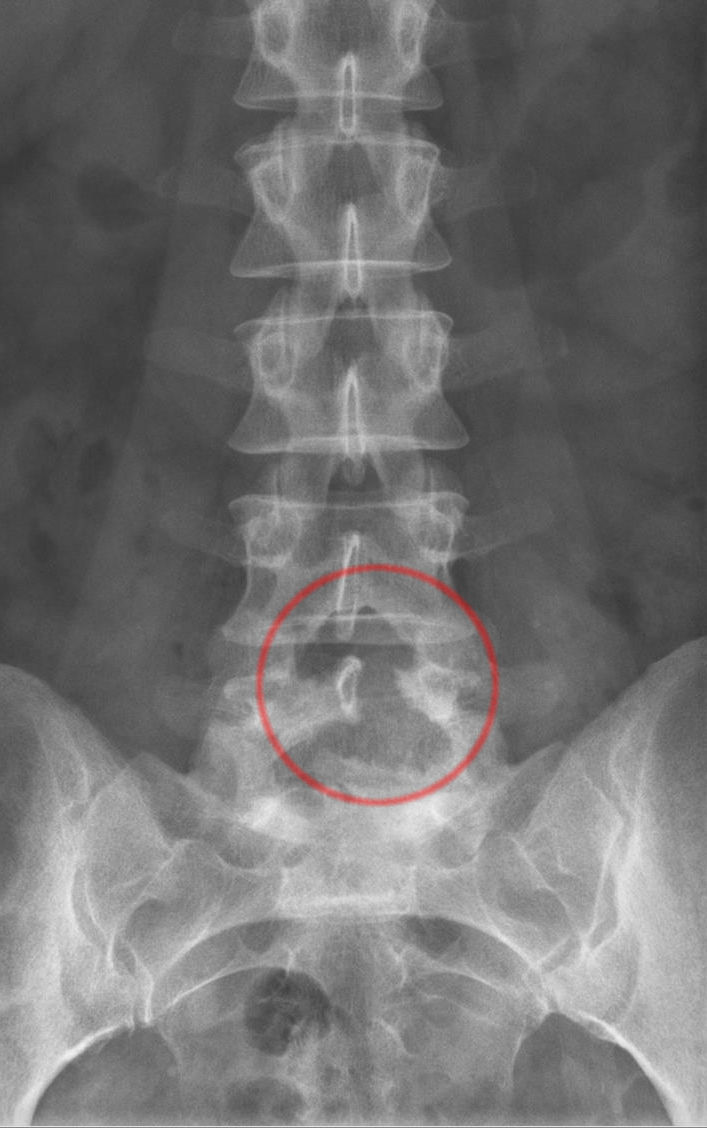
Röntgenbild der Lendenwirbelsäule bei einem Zustand nach Hemilaminektomie am 5. Lendenwirbel links (rechts im Bild).

Die Laminektomie ist eine Operationsmethode an der Wirbelsäule. Dabei wird der Wirbelbogen mit dem Dornfortsatz bei einem oder mehreren Wirbeln entfernt, um Platz für eine Rückenmarks- oder Bandscheibenoperation zu gewinnen oder aber um einen zu hohen Druck, zum Beispiel auf Grund eines Tumors im Wirbelkanal, entlasten zu können. Oftmals wird sie auch bei der Spinalkanalstenose eingesetzt.
Da es durch diese Operation zu Instabilitätsproblemen der Wirbelkörper kommen kann, wird gelegentlich eine Wirbelkörperfusion, eine Spondylodese, ergänzt. Bei einer Laminektomie von einem oder zwei Bewegungssegmenten zeigte eine große randomisierte Studie an der Lendenwirbelsäule allerdings keinen Vorteil einer zusätzlichen Fusion der Wirbelkörper. Bei längerstreckigen Laminektomie, wird wegen der Gefahr einer postoperativen Instabilität oftmals auch eine Fusion durchgeführt. 
Bei einer Hemilaminektomie wird nach teilweiser Entfernung eines oder mehrerer Dornfortsätze lediglich eine Hälfte bzw. ein Teil des Wirbelbogens oder angrenzender Wirbelbögen zur Freilegung des Rückenmarks entfernt.
Bereits 1814 hatte der englische Chirurg Henry Cline (1750–1827) eine Entlastungslaminektomie beschrieben. Laminektomien wurden dann auch 1886 von William Macewen in Glasgow und 1887 von Victor Horsley am University College London durchgeführt. Bevor sich die moderneren osteoklastischen Laminektomien (etwa durch Robert Abbe 1889) durchsetzten, wurden aus Furcht vor einer Instabilität der Wirbelsäule zunächst osteoplastische Laminektomiemethoden (unter anderem durch Dawbarn 1889) entwickelt. Kriegsverletzungen des Rückenmarks durch Einschüsse oder Bajonettstiche wurden während des Ersten Weltkriegs in Lokalanästhesie, weitgehend unblutig und nach Röntgendiagnostik mit dem in einem Feldlazarett vorhandenen Operationsbesteck mittels Laminektomie behandelt.